# هم‌گوهری

«سپر ایمان» مثلث تثلیث - بیانگر فرمول سه‌گانه‌باوری در مسیحیت.

هَم‌گوهری (به لاتین: consubstantialis) از اصطلاحات مسیحیت و واژه‌ای است برای توصیف نوع پیوند ایزدی میان سه شخصیت مفهوم تثلیث (سه‌گانه‌باوری) در مسیحیت.
به باور مسیحیان، خدای یگانه در سه شخص خدای پدر، خدای پسر (که در عیسی مسیح تجسم پیدا کرد) و خدای روح‌القدس نمود پیدا کرده و این سه ذات و سرشت یکسانی دارند ولی از هم متمایز می‌باشند.
بر این باور، خدای پسر از وجود خدای پدر به صورت «جاودانه» پدید آمده و روح‌القدس نیز از همان جوهره «به صورت جاودان» وجود و جریان دارد.
اصطلاح هم‌گوهری را برای این مفهوم نخستین بار ترتولیان در گفتار ۴۴ در رساله «علیه هرموژن» به‌کار برد.
مسیحیان بعدها واژگان ابداعی او را برای تعریف و تبیین آموزه‌های تثلیث و تجسم در الهیات مسیحی به‌کار گرفتند. آثار وی اگرچه با معیارهای راست‌دینی مسیحیِ سده‌های بعد کاملاً هم عاری از عیب تلقی نمی‌شد، اما در جهت تبین این آموزه‌ها تأثیر به‌سزایی داشت.